# Палья, Винченцо
Винченцо Палья (итал. Vincenzo Paglia; род. 21 апреля 1945, Бовилле-Эрника, королевство Италия) — итальянский прелат и куриальный сановник. Епископ Терни-Нарни-Амелии с 4 марта 2000 по 26 июня 2012 года. Архиепископ ad personam с 26 июня 2012 года. Председатель Папского Совета по делам семьи с 26 июня 2012 по 1 сентября 2016. Президент Папской академии жизни с 15 августа 2016 по 21 апреля 2025 года, после чего с достижением 80-летнего возраста вышел на пенсию и стал её почётным президентом.
Винченцо Палья один из основателей Общины Святого Эгидия. Он также был духовным руководителем Общины Святого Эгидия, председателем епископской конференции Умбрии и председателем Международной Католической Библейской Федерации. Он был также председателем Комиссии по экуменизму и диалогу Итальянской епископской конференции. Выступал постулатором дел о беатификации Оскара Арнульфо Ромеро и Феликса Варелы.

## Ранняя жизнь, образование и священство
Родился Винченцо Палья 21 апреля 1945 года в Бовилле-Эрника, в провинции Фрозиноне.
Он учился в Римской семинарии, Старшей и Младшей, с шестого класса до завершения обучения.
Окончил факультет богословия Папского Латеранского университета, где он завершил образование со степенью по философии, затем он закончил в факультет педагогики в Университете Урбино.
Он был рукоположён в священники 15 марта 1970 года. Инакардинирован в епархии Рима, где он практиковал в качестве священника в Касаль Палокко в 1970-1973 годах. Позднее он был настоятелем церкви Святого Эгидия в Трастевере.
С 1981 года по 2000 год он был приходским священником в базилике Санта-Мария-ин-Трастевере и префектом третьей префектуры Рима. Издавна стал Секретарём региональной Пресвитерской комиссии и членом Пресвитерской комиссии Италии. Ему было поручено, время от времени, участвовать в различных пастырских инициативах на епархиальных и национальном уровнях. Он был также назначен постулатором дела о беатификации архиепископа Сан-Сальвадора Оскара Арнульфо Ромеро.

## Епископ
4 марта 2000 года он был избран епископом Терни-Нарни-Амелии, 2 апреля он был рукоположён во епископа в соборе Святого Иоанна Латеранского и вступил в епархию 16 апреля.
Он был назначен Святым Престолом, в сентябре 2002 года председателем Международной Католической Библейской Федерации. С мая 2004 года — председатель Комиссии по экуменизму и диалогу Итальянской епископской конференции.
На Епископской конференции Умбрии является председателем совета по социальным проблемам, труду, справедливости и миру, председатель Комиссии по культурному наследию и председателем комитета по культуре и социальным коммуникациям.

## Община Святого Эгидия
Палья был генеральным церковным помощником общины Святого Эгидия, которая существует с начала семидесятых годов.
Принимал активное участие в объединении «Люди и религии» Общины Святого Эгидия организуя экуменические и межрелигиозные встречи. Палья сыграл важную роль для международной межрелигиозной встрече в Бухаресте, которая позволила совершить поездку Папы римского в Румынию, первую православную страну, которую посетил папа Иоанн Павел II и работал над визитом Патриарха Феоктиста в Рим. Он также способствовал предоставлению почётного звания honoris causa митрополиту Кириллу, главе Отдела внешних церковных связей Русской Православной Церкви.

## Деятельность на Балканах
Палья следил с особым вниманием за ситуацией на Балканах. Он был первым священником, которому был разрешён въезд в Албанию ещё до первых свободных выборов в марте 1991 года. Он был членом Папского делегация в первом пастырском визитом в Албанию, и в этом качестве способствовал открытию семинарии и возвращению собора Шкодер, которая предприняла шаги для восстановления и возобновлению богослужения, и также способствовала началу дипломатических отношений между Албанией и Святым Престолом. Его действие было особенно сложным для вопросов, связанных с Косово. Ему удалось достичь полного соглашения между Слободаном Милошевичем и Ибрагимом Руговой по стандартизации школьного образования в регионе. Он также способствовал освобождению Руговы во время войны 1999 года.

## Римская курия
26 июня 2012 года Винценцо Палья был назначен председателем Папского Совета по делам семьи и возведён в сан архиепископа.
15 августа 2016 года Винценцо Палья был назначен президентом Папской академии жизни.
1 сентября 2016 года покинул пост председателя Папского Совета по делам семьи, в связи с упразднение Папского Совета.

## Деятельность и признание
За свои усилия по достижению мира в 1999 году он получил медаль Ганди от ЮНЕСКО и премию Матери Терезы в 2003 году от правительства Албании. Он был награждён также в 2004 году орденом Святого Валентина, в 2005 году премией За диалог города Орвието и в 2006 году премией Grinzane Terra d’Otranto и Орденом святого благоверного князя Даниила Московского III степени, который был вручён Патриархом Алексием II.
Член Ордена журналистов Лацио, работа с журналами, газетами, радио-и телевизионными программами.
Он работал на кафедре современной истории в университете Ла-Сапиенца в Риме и опубликовал исследования и статьи по социальной и религиозной истории и истории бедности. Показательны его исследования по диалогу между верующими и светскими людьми. Многие из них также религиозно-пастырского объёма.
В 2000 году он начал серию комментариев на книги Нового Завета, распространяемых бесплатно для всех жителей епархии.
Палья был ответственным за межрелигиозный диалог и выступает против охлаждения отношений с еврейскими лидерами.

## Награды
- Орден Матери Терезы[англ.] (Албания)[5].
- Орден святого благоверного князя Даниила Московского III степени (РПЦ, 2006 год) — во внимание к вкладу в дело развития диалога между Римско-Католической и Русской Православной Церковью и в связи с 60-летием со дня рождения[6].